# Sergio Pereira
Sergio Pereira Zumalakarregi (Pasajes, 1979) es un escritor vasco que escribe en castellano.

## Biografía
Sergio Pereira nació en Pasajes en 1974. Ha sido un lector apasionado desde joven y tiene como aficiones principales la literatura y la historia y siente un gran apego por su pueblo. Durante algunos años participó en el grupo de teatro amateur Interruptus.
Antes de comenzar a escribir novelas, comenzó su carrera literaria escribiendo cuentos y narraciones cortas.La memoria de las sombras (Ttarttalo, 2014), su primera novela publicada, está ambientada entre San Sebastián y Pasajes, en la época de la posguerra. Este trabajo fue finalista del Premio Euskadi de Literatura en 2015, en la categoría de novelas en castellano.
Su segunda novela ha sido El hijo del capitán (Ttarttalo, 2017). Ambientada en el siglo XVI, tiene como base el viaje a Terranova de la nao San Juan. Ela inspiración para esta novela le vino al autor por la réplica del ballenero que están construyendo en Pasajes, en la Factoría Marítima Vasca, Albaola.
En 2019 ha publicado La bahía bajo la niebla, ambientada de nuevo en el San Sebastián de los años 80 y en localidades cercanas.
La maldición de los inocentes (Universo de Letras, 2021) es una novela negra ambientada a finales del siglo XIX en Bilbao.

## Obras
- La memoria de las sombras (Ttarttalo, 2014)
- El hijo del capitán (Ttarttalo, 2017)
- La bahía bajo la niebla (Círculo Rojo, 2019)
- La maldición de los inocentes (Universo de Letras, 2021)